# St. Margareta (Asbeck)

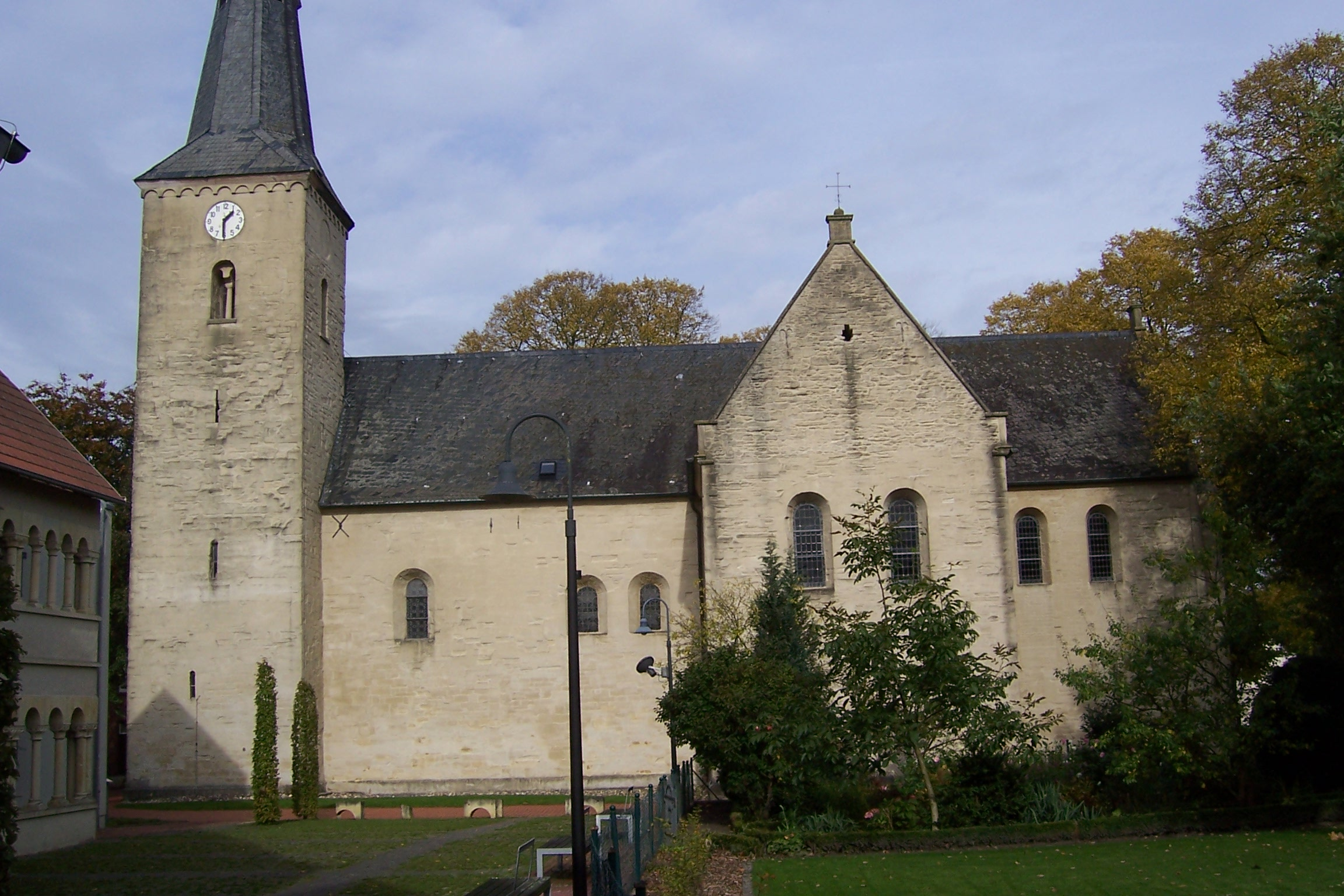
Die Stiftskirche von Süden

Die römisch-katholische Kirche St. Margareta im Legdener Ortsteil Asbeck ist eine ehemalige Stifts-, bis in die jüngste Vergangenheit Pfarr- und seit 2008 Filialkirche von St. Brigida.

## Baugeschichte und Beschreibung
Die Asbecker Stiftskirche zeigt deutlich zwei unterschiedliche Bauabschnitte. Das zweijochige einschiffige Langhaus des auf kreuzförmigem Grundriss errichteten Bauwerkes ist der ältere und stammt aus dem 12. Jahrhundert. Von Außen nahezu ohne Schmuck und Gliederung ist es noch ganz der Romanik verpflichtet. Im Inneren werden Kreuzgratgewölbe auf Würfelkapitellen von Halbsäulendiensten getragen. Einen Stilwechsel hin zur beginnenden Gotik weisen Querhaus und Chor auf, welche auf die erste Hälfte des 13. Jahrhunderts datiert werden. An das Vierungsjoch schließen sich jeweils einjochig nördliches, südliches Querhaus und nach Osten der rechteckige Chorraum an. An dessen östlicher Außenseite ist ein pultdachgedeckter Mauervorsprung, und die dem Ort Asbeck zugewandte Nordseite des jüngeren Teiles der Kirche ist detaillierter durch Blendnischen und Rundbogenfriese gegliedert. Im Chorraum ist das Rippengewölbe mit einem herabhängenden Schlussstein ausgestattet. Auch sind die Kapitelle im neueren Teil mit Blattmustern verziert.
Während die Fenster im Langhaus bei der Restaurierung von 1969/70 ihre romanische Form zurückerhielten, sind die Fenster in der Chorostwand und zum Teil im Süd- bzw. Nord-Querhaus spitzbogig und mit Maßwerk. Die übrigen dortigen Fenster beispielsweise in der Chornordwand sind noch original rundbogig.
Der Turm steht an der Südseite ganz im Westen des Langhauses. Vermutlich war eine Doppelturmfassade geplant. Das Obergeschoss und der Spitzhelm ersetzten im 19. Jahrhundert einen Treppengiebel.
Zwischen Chor und Nordquerhaus befindet sich die Sakristei. Als bei der Restaurierung 1969/70 der Fußboden um 50 cm tiefer gelegt wurde, um die Basen der Säulen wieder sichtbar zu machen, errichtete man zur Vermeidung einer hinabführenden Stufenanlage im Eingangsbereich vor der Westfassade eine Art Atrium, und verwendete dabei Säulen aus dem romanischen Doppel-Kreuzgang des Stiftes.
Von den vereinzelten, spolienhaft in die Nordlanghauswand eingefügten, stark verwitterten Reliefs ist nur die wohl romanische Figur eines  Skiapoden, des seit der Antike bekannten Fabelwesens, das seinen einzigen, großen Fuß als Schattenspender über sich hielt, benennbar.

## Ausstattung
Vor allem in Chor und Querhaus sind noch ansehnliche frühgotische Wandmalereien erhalten, zum Teil ergänzt. Dabei handelt es sich um Scheinarchitektur und im Chor um den Rest eines gemalten Wandteppiches. Im oberen Bereich der südlichen Langhauswand ist noch eine heute vermauerte, da ins Leere führende, Türöffnung zur ehemals vorhandenen Nonnenempore.
- Das älteste Ausstattungsstück ist der Taufstein von ca. 1230. Die Verzierung, leider nur mäßig erhalten, ist ein umlaufender Arkadenfries mit Palmetten.
- Eine Pietà mit Fassung aus dem 19. Jahrhundert ist von 1460 und steht im südlichen Querhaus.
- Der steinerne Leuchter (um 1500) für die Osterkerze entstammt der Werkstatt von Berndt Bunickmann.
- Fast schon als Kuriosum gilt in der Sakristei ein spätgotischer Handtuchhalter.
- Mehrere Figuren entstammen dem Barock, herausragend zu den Seiten des Hochaltares zwei der vier (heute fünf) Kirchenlehrer: Ambrosius und Augustinus und an der nördlichen Langhauswand eine Darstellung der Kirchenpatronin; ihr gegenüber eine Kreuzigungsgruppe aus dem Rokoko (letztes Viertel des 18. Jahrhunderts). Die Figur der hl. Margareta war in früheren Jahrhunderten ein verehrtes Gnadenbild, wovon erhaltene Votivgaben, mit denen die Statue zum Patronatsfest behangen wurde, zeugen.
- Ein Epitaph an der südlichen Chorwand von 1706 zeigt ein Relief der „Darstellung des Herrn im Tempel“.
- Im Turm hängt eine Glocke aus dem Kloster Kleinburlo. Sie wurde 1765 in Amsterdam von Pieter van Seest gegossen und hat den Ton as″. 1948 kamen drei neue Glocken von Petit & Edelbrock, gestimmt auf g′, b′ und c″.
- Erwähnenswert wären noch ein kreuztragender Christus und ein sogenanntes Coesfelder Kreuz aus Stein, welches früher das Asbecker Friedhofskreuz war. Letzteres ist eine klassizistische Arbeit um 1800.
- Die holzsichtige, offensichtlich vor-historistische Kommunionbank mit gedrechselten Säulen dient heute als frontaler Abschluss der ansonsten betont einfachst gehaltenen Kirchenbankreihen aus der Renovierungsphase 1969/70. Möglicherweise ist sie bei dieser Neunutzung (oder bereits vorher) adaptiert worden und nicht mehr vollständig erhalten.
- Der Hochaltar ist neoromanisch, der Orgelprospekt neugotisch.
- Die Verglasung im Chorbereich hinter dem Hochaltar ist aus der Zeit nach 1850. Die Gestalt in der Mitte zeigt Jesus, am Kreuznimbus zu erkennen, links daneben seine Mutter Maria, rechts die Kirchenpatronin Margareta. Der Glasmaler hat hier jedoch die übliche Ikonografie des blauen Mantels bei Maria verlassen. Die übrigen Glasmalereien der Kirche sind neueren Datums, nachzulesen bei der Forschungsstelle Glasmalerei des 20. Jahrhunderts.
- Der gemalte, auch historistische Kreuzweg hängt heute aneinandergereiht zu beiden Seiten des Langhauses unter der Orgelempore.
- Im Südquerhaus befindet sich außer einer „Immerwährenden Hilfe“ neueren Datums eine Holzskulptur der Hl. Dorothea (vielleicht niederrheinisch, um 1490), erkennbar an dem Knaben, der ihr der Dorotheenlegende nach auf dem Weg zur Hinrichtung ein Blumenkörbchen überreichte.
- Volksaltar und Ambo sind die Werke der Künstlerin Gertrud Büscher-Eilert, der 1989  im Auftrag der Asbecker Frauengemeinschaft angefertigt wurde. Aus einem Eichenstamm gefertigt sind die geschnitzten und gefassten Reliefs für die Gemeinde gut sichtbar.
- Vortragekreuz sind Holzarbeiten des Horstmarer Künstlers Büscher-Eilert (Senior) aus der „Nachkonzilszeit“, das Vortragekreuz ist ein Gabelkreuz, bei dem die Christusfigur nach Art des „Volto Santo“ eine lange Tunika trägt.
- Die Kanzel von 1720 wurde bei der Restaurierung in den 1970er Jahren entfernt, ist aber nahezu komplett erhalten. Sie wird wegen ihrer besonderen Bandelwerkornamentik als einzigartig im westfälischen Raum beschrieben. Das Geländer des Kanzelaufganges befindet sich als Exponat im Stiftsmuseum Asbeck.
- Der barocke Hochaltar von Johann Christoph Manskirsch wurde 1865 abgebrochen. Vermutet wird, dass er nach einem Entwurf Schlauns angefertigt worden war. Diverse Figuren dieses Altares blieben in der Kirche, zwei zugehörige abhanden gekommene Putti konnten jüngst im niederländischen Kunsthandel erworben werden und sind Teil der Ausstellung im Stiftsmuseum.

## Orgel
Die Orgel wurde 1897 von dem Orgelbauer Franz Johann Breil (Dorsten) erbaut; sie ist das älteste heute noch erhaltene Instrument dieses Orgelbauers. Die Orgel stand zunächst im nördlichen Querschiff und wurde bereits vor 1906 auf die Westempore versetzt. Eine Überholung durch die Erbauerwerkstatt erfolgte 1948, 1985 wurde eine Renovierung durch Orgelbauwerkstatt Friedrich Fleiter, Münster, durchgeführt. Schließlich erfolgte im Jahr 1999 die bis dato letzte Restaurierung, durchgeführt von der Orgelbauwerkstatt Gebrüder Stockmann, Werl. Das Instrument hat 16 Register auf zwei Manualwerken und Pedal. Die Spiel- und Registertrakturen sind pneumatisch.
| I Hauptwerk C–f3 |                |        |
| 1.               | Bordun         | 16′    |
| 2.               | Principal      | 08′    |
| 3.               | Bordunalflöte  | 08′    |
| 4.               | Viola di Gamba | 08′    |
| 5.               | Gedackt        | 08′    |
| 6.               | Octave         | 04′    |
| 7.               | Rohrflöte      | 04′    |
| 8.               | Quinte         | 02 ⁄3′ |
| 9.               | Superoctave    | 02′    |

| II Brustwerk C–f3 |                    |    |
| 10.               | Geigenprincipal    | 8′ |
| 11.               | Salicional         | 8′ |
| 12.               | Gedeckt lieblich 0 | 8′ |
| 13.               | Harmonieflöte      | 4′ |

| Pedalwerk C–c1 |           |     |
| 14.            | Subbass 0 | 16′ |
| 15.            | Principal | 08′ |
| 16.            | Octave    | 04′ |

- Koppeln: Manual-Coppel, Pedal Coppel (zu I, durchkoppelnd)
- Spielhilfen: Volles Werk, Auslösung